# 疆堇
疆堇（学名：Corydalis mira）为罂粟科紫堇属下的一个种。

## 扩展阅读
- 維基物種上的相關：疆堇